# Xian de Huining
Le xian de Huining (会宁县 ; pinyin : Huìníng Xiàn) est un district administratif de la province du Gansu en Chine. Il est placé sous la juridiction de la ville-préfecture de Baiyin.

## Démographie
La population du district était de 569 599 habitants en 1999.